# Dictióteno
Chama-se de um estágio de dictióteno a permanência de uma célula na fase de prófase I da divisão meiótica, durante a ovogênese. 
O ovócito que encontra-se nesse estágio só irá recontinuar a meiose pouco antes da ovulação. Assim, os ovócitos permanecem em dictióteno desde o nascimento da mulher, até pelo menos sua puberdade.